# Antonia del Balzo
Antonia del Balzo (1355 circa – Messina, 23 gennaio 1375) fu regina consorte del regno di Sicilia (o di Trinacria) dal 1372 al 1375.

## Origine
Antonia era figlia secondogenita del Duca d'Andria Conte di Montescaglioso Francesco I del Balzo, e della sua seconda moglie Margherita di Taranto, figlia di Filippo di Taranto (figlio del re di Napoli Carlo II e di Maria d'Ungheria) e di Caterina II di Valois, figlia del conte Carlo di Valois e dell'imperatrice titolare Caterina I di Courtenay.

## Biografia
Il 26 novembre 1373, Antonia del Balzo sposò il re di Trinacria, Federico IV di Aragona, il figlio maschio secondogenito del re di Trinacria, Pietro II, quarto re della dinastia aragonese e di Elisabetta di Carinzia, figlia di Ottone III del Tirolo e di Eufemia di Slesia-Liegnitz.
Per Federico, vedovo di Costanza, figlia di Pietro IV d'Aragona, erano le seconde nozze,
Dopo circa due anni, il 23 gennaio 1375, Antonia morì durante un attacco navale del potente Enrico III il Rosso, Conte di Aidone.
Antonia fu inumata nella cattedrale di Messina.

## Figli
A Federico Antonia non diede figli.